# Digital Multiplex
El Digital Multiplex (sovint abreujat com DMX de Digital MultipleX) és un protocol electrònic utilitzat en luminotècnia pel protocol DMX que funciona sota llicència GNU pel control de la il·luminació d'espectacles, permetent la comunicació entre els equips de control de llums i les mateixes fonts de llum.
Desenvolupat per la Comissió d'Enginyeria de USITT, l'estàndard va començar el 1986, amb posteriors revisions el 1990 que van donar pas al USITT DMX512/1990. ESTA pren el control de l'estàndard el 1998 i va començar el procés de revisió. El nou estàndard, conegut oficialment com a "Entertainment Technology USITT DMX512-A - Asynchronous Serial Digital Data Transmission Standard for Controlling Lighting Equipment and Accessories", va ser aprovat per ANSI al novembre del 2004. L'actual estàndard és també conegut com a "I1.11, USITT DMX512-A", o solament "DMX512-A", i és mantingut per l'ESTA.
DMX apareix com la solució al problema de la incompatibilitat que existia entre marques per la utilització de protocols propietaris, la qual cosa obligava a tenir un control de maneig per cada marca de llums que es tenia.
DMX va ser originalment pensat per usar-ho en controladors d'enllaç i dimmers de diferents fabricadores, un protocol que seria usat com a últim recurs després de provar altres mètodes més en propietat, no GNU. No obstant això, aviat va esdevenir el protocol preferit no només per a controladors d'enllaç i dimmers, sinó també per controlar aparells d'il·luminació com scanners i caps mòbils, i dispositius d'efectes especials com a màquines de fum. Com DMX512 és un sistema de transmissió de dades poc fiable, no ha de ser usat per controlar pirotècnia, per a aquesta tasca s'usen de vegades controladors MIDI.

## Estructura del protocol
DMX512 especifica 2 capes del model ISO :

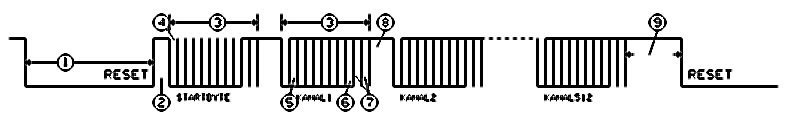
Fig. 1 Trama del protocol DMX

- Capa física (PHY): format per un canal UART a la velocitat de 250 Kbit/s. Cable de parell trenat amb impedància característica de 120 Ohms. Connector XLR.
- Capa enllaç (MAC): trama formada per bytes de 8 bits, 2 bits d'stop i sense bit de paritat (veure UART). Llavors cada trama està formada per: (verre Fig.1)
  - Un Break
  - Un Mark-After-Break
  - Un Start Code
  - Dades: fins a 512 bytes (1 per cada canal)

## Valors DMX (DMX Values) i canals DMX (DMX Channels)
El protocol DMX512 es basa en la utilització de "canals" ("channels" en anglès) per transmetre ordres de control als aparells que ho suportin. El protocol DMX512 té un límit de 512 canals per univers (DMX universe), així mateix cada canal es pot regular des del valor 0 fins al valor 255 (valors DMX o DMX values). Algunes consoles per a il·luminació professional poden tenir fins a 8 sortides DMX físiques, i amb la tecnologia Ethernet (Per exemple: Art-Net) aquests poden ser ampliats encara més.
Un focus de llum convencional (Parcan o una simple llampara de filament) controlat a través d'un dimmer o regulador amb suport per DMX utilitza generalment un canal DMX, ja que sobre l'única cosa que tindríem control és la intensitat lluminosa. Així doncs, el valor DMX 0 generalment significarà que la intensitat del Parcan estarà en el seu més baix nivell: apagat o al 0%, i el valor DMX 255 que el mateix estigui en el seu màxim nivell: encès o al 100%. Les reaccions al comando DMX varien considerablement d'acord amb l'aparell en operació i les seves característiques il·luminants.
Dispositius més complexos, tals com les llums mòbils (moving lights, moving heads), servidors de vídeo (mitjana server), o màquines de fum requereixen major quantitat de canals DMX en tenir més funcions les quals poden ser controlades independentment. Generalment cada canal DMX controla un paràmetre (també anomenat "efecte") específic de l'aparell. D'aquesta manera, per exemple, el canal DMX 1 servirà per controlar el nivell d'intensitat lluminosa, i el canal DMX 2 per controlar l'efecte de la mateix (per exemple, el color de la llum), el canal DMX 3 per a la roda de coloració dicroica, el canal DMX 4 per a la roda de gobos (plaques de metall o vidre que permeten representar imatges a través de les seves propietats transients) i així successivament.

## DMX i els seus límits
En avançar la tecnologia, les funcions en els aparells cada vegada s'incrementen més, i els canals DMX necessaris per controlar-los també. Mentre amb un Parcan n'hi ha prou amb un canal DMX, un cap mòbil d'última generació pot arribar a utilitzar més de 40 canals DMX. És per això que el límit de 512 canals per univers DMX, que al principi podia semblar més que suficient, està ja arribant al seu límit i la necessitat d'adoptar un nou protocol és cada vegada més gran. En aquests moments l'organització ESTA (The Entertainment Services & Technology Association) està desenvolupant un nou protocol anomenat ACN (Architecture for Control Networks) per a aquest propòsit.
Mentre DMX generalment ofereix comunicació del tipus unidireccional i només transmet informació des d'un controlador, però no rep "feedback" (retroalimentació) des dels aparells, ACN està sent desenvolupat per ser del tipus bidireccional per poder així monitorar i configurar aparells remotament, alguna cosa que amb DMX no és possible.
Així mateix, des de fa algun temps enrere, alguns fabricants estan implementant el protocol RDM (Remote Device Management) en els seus productes, el qual permet monitorar funcions bàsiques dels aparells, així com executar configuracions en els mateixos de manera remota. RDM no requereix cables especials, i es transmet a través dels cables DMX convencionals, de manera bidireccional.

## Configuració d'un cable DMX
Encara que antigament la utilització de cables DMX de 3 pins del tipus XLR era comú, avui dia el cable de 5 pins del tipus XLR és l'estàndard dins de la indústria d'efectes especials. La configuració dels pins 1 al 3 en un cable de 3 pins és la mateixa a la dels pins 1 al 3 en un cable de 5 pins.
Nota: El cable utilitzat habitualment per a la connexió de micròfons, en tenir una impedància diferent de la utilitzada pel protocol DMX (120 Ohms), no és aconsellable d'utilitzar-ho per a la connexió DMX.
Un connector de 5 pins (XLR-5) està configurat de la següent forma:
Pin 1 = senyal de referència = revestiment del cable (malla o massa);
Pin 2 = senyal invertit = "-" pol negatiu;
Pin 3 = senyal = "+" pol positiu;
Pin 4 = opcional (la utilització d'aquest pin varia d'acord amb l'aparell en operació i els fabricants mai van arribar a un acord sobre com utilitzar-ho. En origen era per tenir feedback dels aparells i que fos bidireccional);
Pin 5 = opcional (la utilització d'aquest pin varia d'acord amb l'aparell en operació i els fabricants mai van arribar a un acord sobre com utilitzar-ho. En origen era per tenir feedback dels aparells i que fos bidireccional).
Si bé és cert que en la indústria de l'entreteniment el cable del tipus XLR-5 és el cable estàndard, per a aplicacions arquitecturals per motius pràctics i estètics la utilització de cables de xarxa (categoria 5 o major) amb connectors RJ-45 és molt comú també i té la capacitat de transmetre el senyal DMX amb molta estabilitat.

## Configuració d'un sistema DMX
No tots estan d'acord en com de llarga pot ser una cadena de senyal DMX. L'estàndard especifica el llarg màxim en 500 metres, però d'acord amb les condicions presents aquesta xifra pot variar a cada aplicació. En tot cas, ha de quedar clar que el senyal DMX sempre corre el risc de veure's afectada pels sorolls elèctrics i altres senyals que puguin córrer paral·lelament al sistema. És per això que és aconsellable mantenir els cables de la cadena DMX sempre separats als cables d'electricitat per exemple, i és també aconsellable l'ús de repetidors DMX o aïlladors DMX entre el controlador i l'aparell controlat cada certa distància, que molts estan d'acord que deu ser cada 100 metres. Això no assegura la fidelitat del senyal al 100% però redueix els riscos d'interferència. Les condicions ambientals sempre han de ser considerades, i assegurar-se que el sistema proveïdor d'electricitat sigui estable és molt important també.
El senyal DMX es pot enllaçar entre aparells a través d'una connexió en cascada. El cable DMX amb el senyal original surt d'un controlador DMX i és enviada al primer aparell de l'enllaç DMX. Tots els aparells amb suport per DMX tenen connectors DMX d'entrada i de sortida. Així doncs, des del connector de sortida del primer aparell es connecta un altre cable DMX que es dirigeix al connector d'entrada del següent aparell i així successivament. Al final de l'enllaç DMX, és a dir, en el connector de sortida de l'últim aparell, sempre és recomanable col·locar un "terminador" DMX (DMX terminator) que tanca l'enllaç (resistor amb una càrrega de 120 ohms) entre els pins 2 i 3 del connector XLR.

## Direcció DMX (DMX Address)
El senyal DMX enviat des d'un controlador conté ordres DMX per a tots els aparells a l'enllaç i que el senyal DMX no té forma de saber a on estan sent enviats aquestes ordres. És per això que és necessària la configuració de l'adreça DMX (DMX Address o Start Address) en cada aparell.
Si tenim 3 aparells al nostre enllaç que utilitzen cadascun 5 canals DMX, llavors l'adreça DMX del primer aparell pot ser configurada en 1 (1 al 5), la del segon en 6 (6 al 10) i la del tercer en 11 (11 al 15). Òbviament que aquesta no és l'única forma de configurar les adreces DMX, ja que bé pot el segon aparell configurar-se en 21 (21 al 25) i el tercer en 31 (31 al 35). L'única cosa que cal tenir en compte és que les adreces DMX dels aparells mai han d'estar entreposades, ja que això originaria una resposta inesperada d'aquests.
En cada controlador DMX, existeix un "patch" (territori - de treball en aquest cas), en el qual tots els aparells de l'enllaç estan degudament configurats amb les seves respectives adreces DMX. El "patch" i la configuració de les adreces DMX en cada aparell són independents, per la qual cosa és necessari verificar que el contingut de tots dos sigui sempre el mateix.